# Conoaxima aztecicida
Conoaxima aztecicida är en stekelart som beskrevs av Charles Thomas Brues 1922. Conoaxima aztecicida ingår i släktet Conoaxima och familjen kragglanssteklar.
Artens utbredningsområde är Guyana. Inga underarter finns listade i Catalogue of Life.